# Furio Bordon
Furio Bordon (Trieste, 1943) è un commediografo e scrittore italiano.

## Biografia
A diciannove anni scrive la sua prima commedia, Scherzoso ma non troppo, realizzata in televisione dalla RAI. L'anno seguente il Teatro Stabile del Friuli Venezia Giulia mette in scena il suo secondo lavoro, Canto e controcanto. Da allora ha scritto molti altri testi, realizzati sulla scena, in radio, e in televisione. Nel 1994 con Caro Elvis, Cara Janis riceve il premio I.D.I (Istituto del Dramma Italiano) per il miglior testo dell'anno.
A venticinque anni lascia la professione di avvocato per dedicarsi al lavoro teatrale.
Nel 1974 Mondadori lo fa esordire in narrativa con Giochi di mano (finalista ai Premi L'Indedito, Viareggio, Sila. Ripubblicato da Sellerio nel 2009 con il titolo A gentile richiesta). Seguono negli anni Il canto dell'orco (Longanesi 1985, finalista al Premio Dessì, ripubblicato da Sellerio nel 2007), Il favorito degli dèi (Studio Tesi 1988), La città scura (Marsilio 1994), Stanze di famiglia è uscito nel novembre 2016 (Garzanti, Premio Settembrini), Il poeta e il suo mostro (Sellerio, 2024), Album dei rimorsi (La nave di Teseo, 2024).
Regista, direttore artistico (ha guidato il Teatro Stabile del Friuli-Venezia Giulia, il Teatro Romano di Trieste, il Mittelfest Prosa di Cividale) drammaturgo affermato sia in Italia che all'estero. (Prix du Théâtre 1998 a Bruxelles, in Italia Premio IDI 1994, Premio Internazionale Flaiano 2010, Premio Internazionale Volterra per la Drammaturgia, 2019).
Il suo testo teatrale di maggiore successo Le ultime lune, interpretato per la prima volta in Italia da Marcello Mastroianni (1995/96) alla sua ultima interpretazione teatrale, poi da Gastone Moschin (1998), e infine per dieci stagioni consecutive (2000-2010) da Gianrico Tedeschi, è stato tradotto e allestito nel mondo in più di 20 lingue e in 30 paesi.

## Opere
- A gentile richiesta, Sellerio Editore, Palermo, 2009, ISBN 88-38-92423-6.
- Il canto dell'orco, Sellerio Editore, Palermo, 2007, ISBN 88-38-92220-9.
- La città scura, collana Collana Romanzi e racconti, Venezia, Marsilio, 1994, ISBN 88-317-6055-6.
- Stanze di famiglia, collana Collana La Biblioteca della Spiga, Garzanti, Milano, 2016, ISBN 978-88-11-67136-7.
- Il poeta e il suo mostro, Sellerio editore Palermo, marzo 2024.
- Album dei rimorsi, Le Polene, La nave di Teseo, luglio 2024.

## Premi e riconoscimenti
- Premio IDI 1994
- Prix du Théàtre 1998 Bruxelles
- Premio internazionale Flaiano 2010
- Premio Settembrini 2017
- Premio internazionale Volterra per la Drammaturgia  2019